# Manoir de la Ville Morin
Le manoir de la Ville Morin est un édifice situé à Monteneuf en France.

## Localisation
Le manoir est situé sur le territoire de la commune de Monteneuf, au lieu-dit la Ville Morin, dans le département du Morbihan en région Bretagne.

## Description
Le manoir date du XVIIIe siècle. Édifice à un étage carré, élévation à travées, construit en moellons sans chaîne en pierre de taille de schiste. Toiture à longs pans recouverte d'ardoises, pignon couvert. Escalier intérieur demi-hors-œuvre : escalier à vis sans jour.

## Historique
Édifice construit en 1762 : porte la date sur l'élévation antérieure, avec réemplois d'un précédent édifice connu par les textes. 
Le manoir est inscrit à l'inventaire général du patrimoine culturel.